# 山洞街道
山洞街道，是中华人民共和国重庆市沙坪坝区下辖的一个乡镇级行政单位。

## 行政区划
山洞街道下辖以下地区：
山洞社区和林园社区。